# 台灣教會公報
《台灣教會公報》（白話字：Tâi-oân Kàu-hōe Kong-pò），最初名稱為《台灣府城教會報》（白話字：Tâi-oân-hú-siâⁿ Kàu-hōe-pò），是自1885年7月12日起，即在台灣發行的報紙，其同時也是台灣歷史上發行最悠久的報紙，亦是以白話字的寫作出版聞名。該報紙的創辦人，是長老教會英國籍牧師巴克禮，其發行單位則是台灣基督長老教會台灣教會公報社（原稱「聚珍堂」）。
1885年7月12日，加拿大宣教師巴克禮創辦《臺灣府城教會報》，為讓無法學習漢字而無法閱讀的大眾獲得訊息，因此創刊時使用白話字出版，每月發行一期，1932年5月更名為《台灣教會公報》。1973年12月改為週刊發行。1977年9月以中文發行。
在台灣歷史史料的貢獻度上，《台灣教會公報》記載大量早期地方教會史料，並有國際時事，或生活百科等，內容多元，是橫跨台灣歷史的百科全書；記載人權議題的宣言，則記錄近代台灣民主政治發展史。

## 歷史

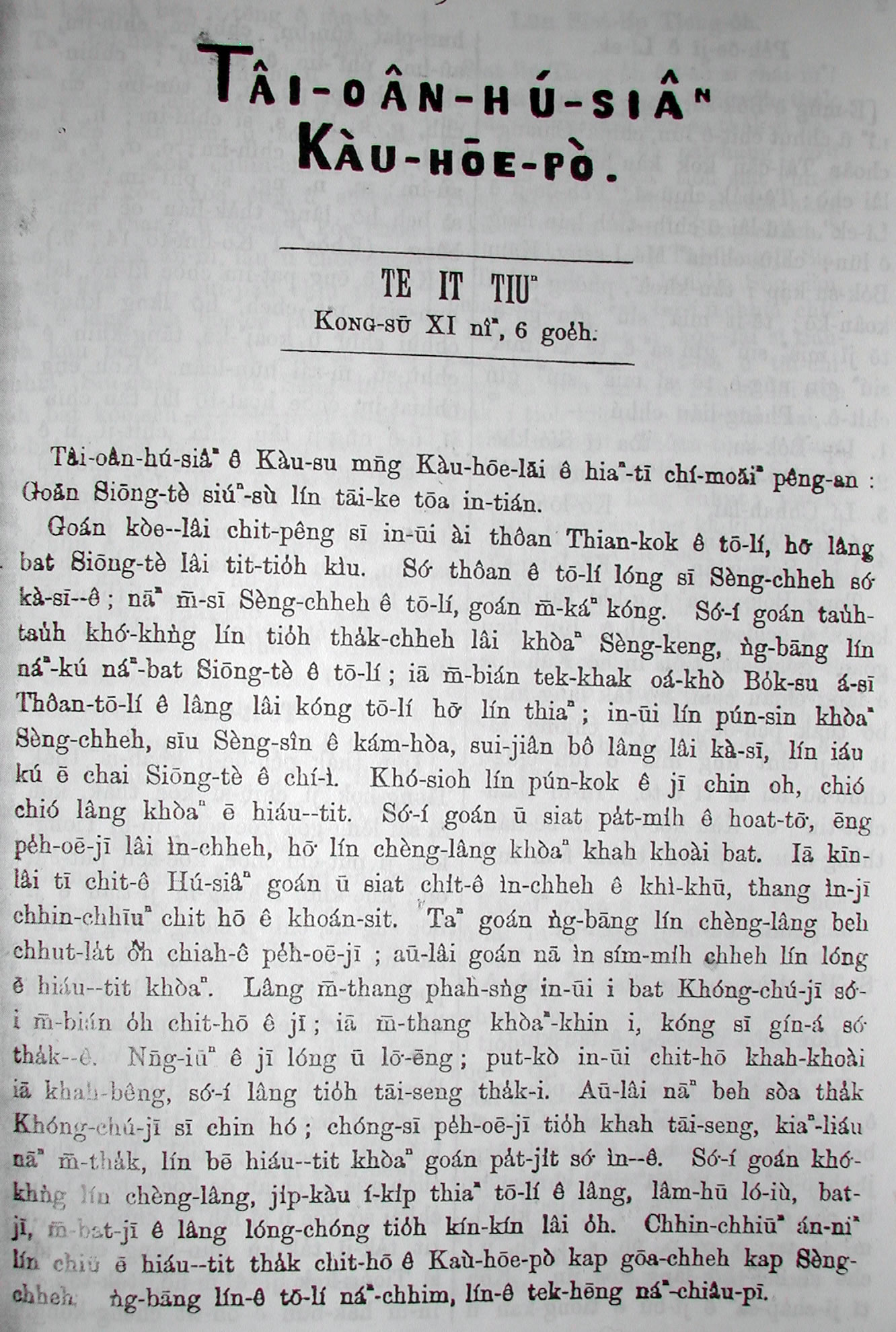
發行於1885年7月12日的創刊號。

1885年7月12日（清光緒十一年六月一日），巴克禮創辦《臺灣府城教會報》，因為19世纪末的台灣，受過良好教育的人才能讀書寫漢字，使用文言文，故創刊時使用白話字出版，每月發行一期，1932年5月更名為《台灣教會公報》。1973年12月(1088期)，改為週刊發行。《台灣教會公報》在東亞的諸多教會報中，較馬禮遜在麻六甲創辦的《察世俗每月統記傳》慢70年；郭實臘在廣州創辦的《東西洋考每月統記傳》慢52年；林樂知的《萬國公報》慢11年。在台灣則是第一份報紙並持續至今，共計130年。

《臺灣府城教會報》創刊當時，英格蘭長老會來台傳教20年，設立33個教會，受洗人數有2025人，教區北自彰化，南至阿猴、後山(台東)，並且正籌畫展開澎湖的傳教工作。若想牧養大的教區與信徒，僅靠當時駐守台灣的7名宣教士和神學院培養的少數本地傳教士力有未逮。巴克禮在《台灣府城教會報》的發刊詞（清光緒十一年六月一日）謂：
Khó-sioh, lín pún-kok ê jī chin oh, chió chió lâng khòaⁿ ē hiáu--tit. Só͘-í góan ū siat pa̍t-mi̍h ê hoat-tō͘, ēng Pe̍h-oē-jī lâi ìn-chheh...
（…可惜、恁本國的字眞惡、少少人看會曉得。所以阮有設別物 ê 法度、用白話字來印 chheh…）
文中點出漢字難學及當年使用者有限。也為了傳達教會消息方便，並兼有教育信徒的使命，故採用本土化的白話字印製報刊。
《台灣府城教會報》記載了當時台灣的政治、軍事、經濟、文化、交通、民情風俗等消息。比如台灣最早的中學及盲人學校的設立、1887年台灣改設為行省、1894年日清戰爭的戰況，以及1895年台灣民主國大總統唐景崧攜巡撫印奔滬尾港德商忌利士洋行（Douglas），再乘德商輪船鴨打號（Arthur）逃離台灣至中國廈門一事，與當年日軍侵略並接收台灣的戰情變化等。日治時期以後，全島鐵路網分段通車消息常出現在報中，並作為後續下鄉傳教的交通工具。故而《台灣府城教會報》中有西拉雅語的推廣以及拉丁字母為台語拼音的內容。1885年來台灣社會的演變，歷經兩次停刊，至今仍在發行。最初名為《台灣府城教會報》，經過數次更改名稱，今稱《台灣教會公報》（Taiwan Church News）。
1969年12月因中華民國政權發布禁令，不再使用台語與白話字，而改以華語搭配漢文字。一直到1991年設立「父母話」專刊、「台語特刊」，才在部分版面恢復台文，書寫則是漢字與白話字混合，內容也偏向文學。
目前採週刊發行，累計出刊達3300餘期。

## 名稱變遷
《台灣教會公報》名稱伴隨著內容，從地區性到全國性而有所更迭。臺灣府城教會報（Tâi-oân-hú-siâⁿ Kàu-hōe-pò，1885年7月12日—1891年12月），因蘇格蘭自由教會(長老教會)的傳教中心設於臺灣府城（今臺南市中西區）而命名，發行文字 —白話字(或稱「教會羅馬字」)(廈門語羅馬字拼音)。臺南府教會報（Tâi-lâm-hú Kàu-hōe-pò，1892年1月—1892年12月），變更名稱原因 — 1887年清廷調整台灣行政機關為臺北、臺灣、臺南三府與臺東一直隸州。臺南府城教會報（Tâi-lâm Hú-siâⁿ Kàu-hōe-pò，1893年1月—1905年12月），變更名稱原因不明。 臺南教會報（Tâi-lâm Kàu-hōe-pò，1906年—1913年6月），變更名稱原因為日治時1901年，臺灣總督府調整地方行政組織，設臺南廳。因為1913年「台灣大會」決議南北長老教會合稱「臺灣基督長老教會」，因次更名為臺灣教會報（Tâi-oân Kàu-hōe-pò，1913年7月—1932年4月）。臺灣教會公報（Tâi-oân Kàu-hōe Kong-pò，1932年5月—1942年3月）變更名稱原因 為日治時期，1932年3月南部大會編輯部決議將《臺灣教會報》與高雄中會的《教會新報》、臺中中會的《福音報》合併為《臺灣教會公報》，接著，北部中會也同意將《芥菜子》併入，而後因為中日戰爭，台灣總督府下令《臺灣教會公報》停刊。臺灣教會月刊（1945年12月—1947年11月） 高金聲牧師以個人名義申請復刊。臺灣教會公報（Tâi-oân Kàu-hōe Kong-pò，1948年1月—1969年3月），變更名稱原因 — 國民政府時期，1948年1月第九屆南部大會決議繼續經營「臺灣教會公報社，1955年3月，為配合政府推行國語運動，增加中文本的「瀛光月刊」，1969年3月，將1049期、1050期合刊，為最後一期白話字版本。1969年12月從1051期起，全部改以華語、華文發行，1973年12月，從1088期起，改為週刊發行，編輯作業移到臺北市，1977年9月，從1331期起，改由「臺灣教會公報社」，遷回臺南市發行至今。

## 貢獻

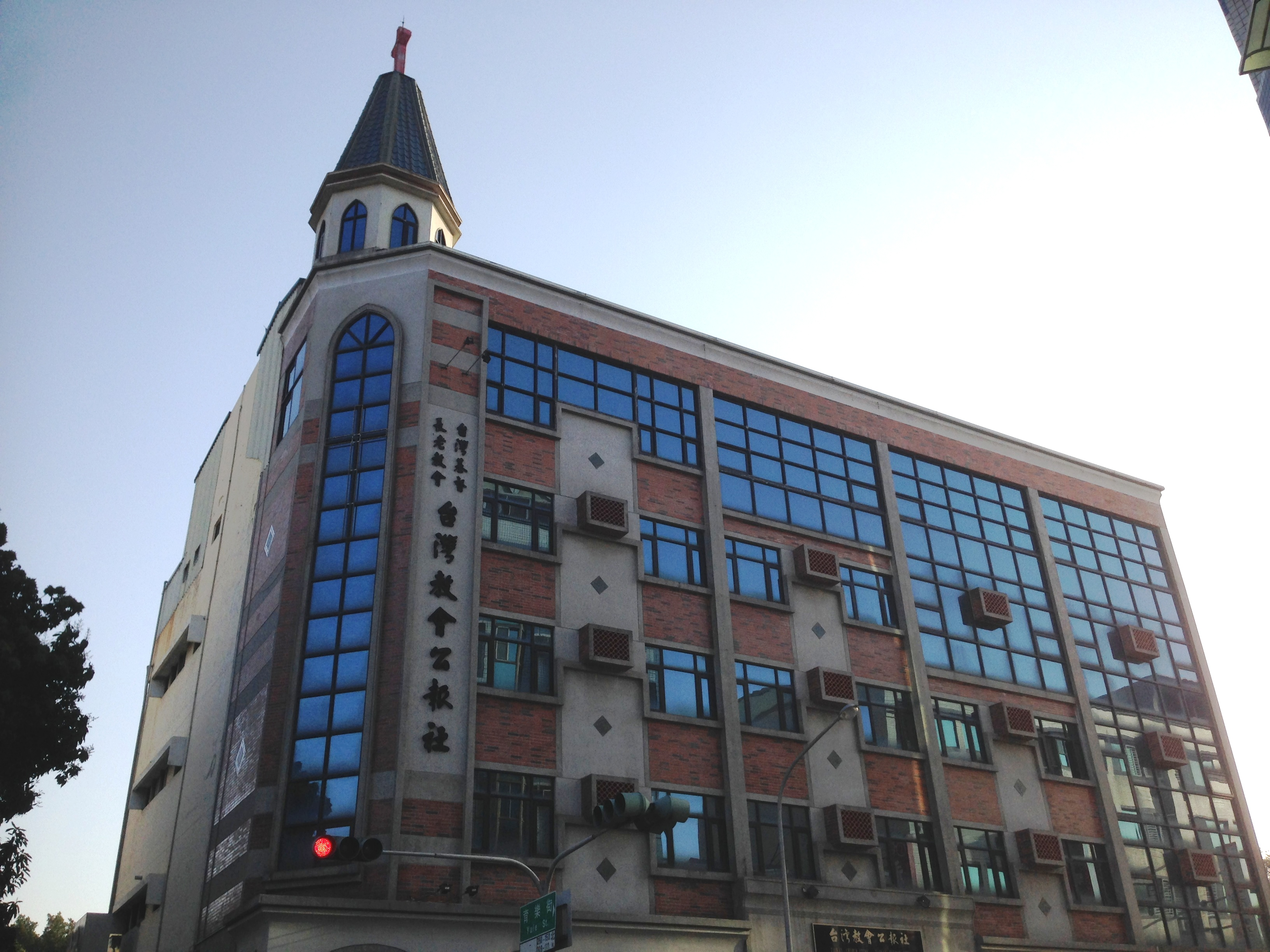
台灣教會公報社總社

### 教會史料
對研究南部教會史或是地方教會史的人而言，《台灣教會公報》提供南部教會史或是地方教會史的研究。目前南部教會共有四套彼此相關的史料系統，可供參照比對。首先是The Messenger（使信月刊），台灣現存《使信月刊》，自1850年到1947年。其次是《台南教士會議事錄》（1877~1910）。接著是《台灣教會公報》，1885年6月發行迄今，除二次大戰末幾年之外，幾乎未曾間斷。最後是《南部大會議事錄》，從1896年記錄至1927年是民主議會議事錄。
《台灣教會公報》有大量早期地方教會史料，記載許多地方教會來歷，諸如：府城、埤頭、木柵、巖前、牛挑灣、鹹埔仔、彰化、烏牛欄、埔里社、牛眠山、鹿港…，其內容多與近代所述不同，也有不少人物傳記，如李豹、高長、許朝陽、徐春枝、黃月德、楊福春、許進傳、陳蕃薯、謝養、蕭臨、吳陀等，可供參照。另自1887年開始，有逐年統計的人數單及總帳單，可詳查各教會當年的聚會人數或收支明細，提供地方教會基本史料內容。
《台灣教會公報》有許多教義論述，如梅監務的〈祈禱水〉、〈沒人倫〉、〈人嫌道理是新的祖先所無〉；宋尚節的〈奉獻〉、〈聖神的洗禮〉；也有翻譯小說，如本仁約翰的《天路歷程》等。

### 台灣庶民史料
一般歷史研究所根據的是識字階級所留下來的文字資料，因此佔歷史時期人口之最大多數的文盲，在後世歷史被重建時，便經常只落得成為一群無名無姓的闇啞者， 《台灣教會公報》的內容則具有可補足史料所無的記載。其他如諸如聖經遊戲、聖經釋義，或國際時事，或生活百科，甚或婚喪喜慶等等，其內容包山包海，可說是部橫跨台灣百年歷史的百科全書。改版中文後的《台灣教會公報》，記錄台灣基督長老教會在國民政府統治下的政治參與，發表〈國是聲明與建議〉（1971/12/29）、〈我們的呼籲〉（1975/11/18）、〈人權宣言〉（1977/8/16）、〈對台灣時局的建言〉（1990/5/15）、〈台灣主權獨立宣言〉（1991/8/20），記錄近代台灣民主政治發展史。

## 外部連結
- 台灣府城教會報第一張(清光緒11年6月) （页面存档备份，存于）
- 台灣教會公報社 （页面存档备份，存于）
- 台灣第一份以羅馬拼音書寫的報紙：《台灣教會公報》 （页面存档备份，存于）
- the Memory of Written Memory  Tai-gu-bun ki-ti  台語文記憶 （页面存档备份，存于）